# Otto Schwalge

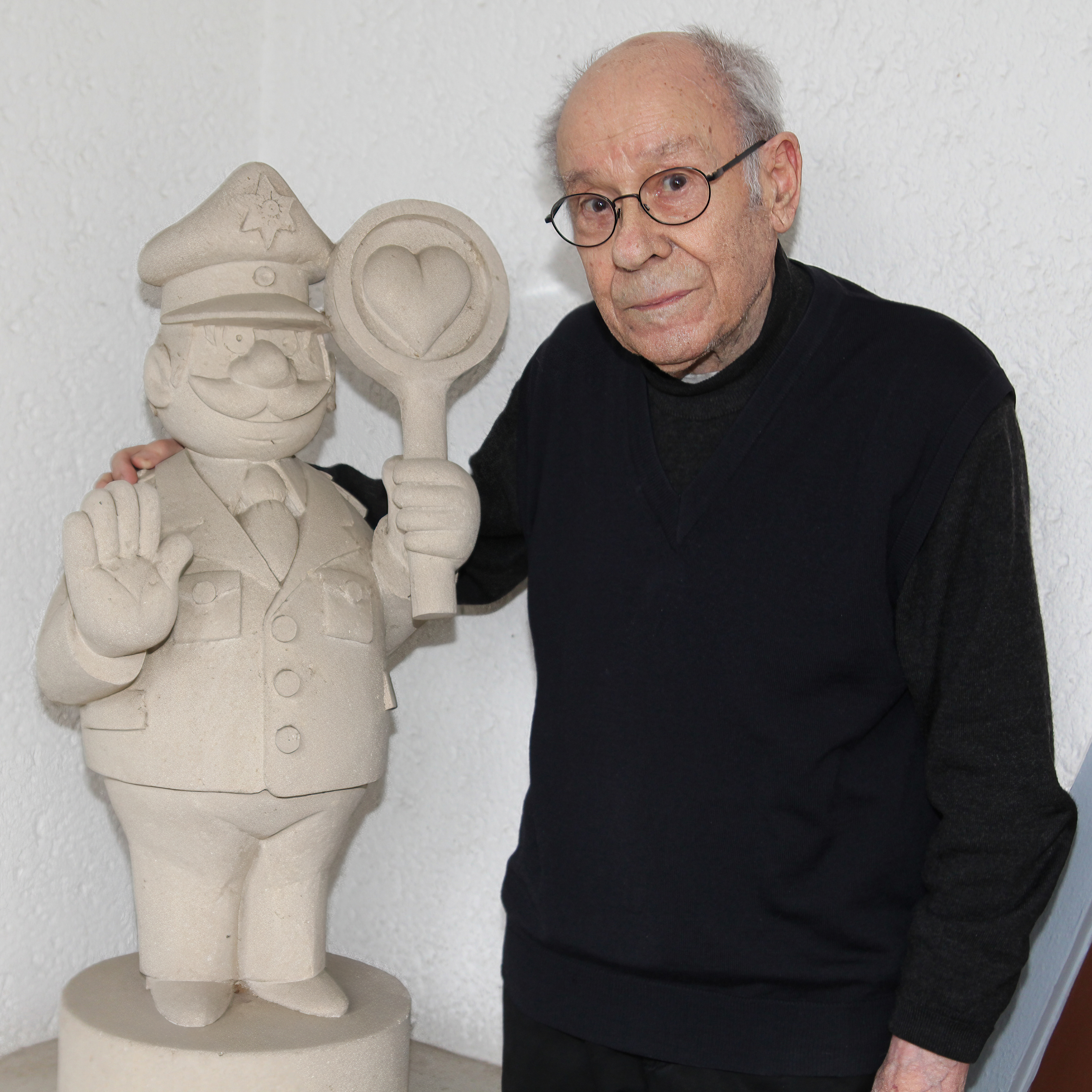
Otto Schwalge, 2012

Otto Schwalge (* 15. Februar 1921; † 21. Juni 2012) war ein deutscher Grafiker. Neben anderen Illustrationen wurde er insbesondere durch die von 1954 bis 2012 im Kölner Stadt-Anzeiger erschienene Bildergeschichten von Oskar, dem freundlichen Polizisten bekannt.

## Leben und Werk
Schwalge zeichnete und karikierte schon als Kind. Er ließ sich von der Zeitschrift Fliegende Blätter anregen und hielt von ihm genau beobachtete Menschen in seinem Umfeld zeichnerisch fest. Von 1927 bis 1932 besuchte er die Grundschule in Köln, von 1932 bis 1938 das Realgymnasium. Nach der Schule arbeitete er in einer Agentur als Zeichner von Fahrzeugen, bewarb sich dann aber mit Erfolg für ein Studium an den Kölner Werkschulen. Unterbrochen von Zweitem Weltkrieg und Kriegsgefangenschaft schloss er das Studium an den Kölner Werkschulen im Jahr 1950 in den Klassen Schrift und Grafik mit Erfolg ab.
Im Jahre 1951 nahm Schwalge eine Tätigkeit beim Verlagshaus M. DuMont Schauberg als Zeichner für die Tageszeitung Kölner Stadt-Anzeiger auf. Dort waren Kölner Ereignisse lokalpolitischer Natur Gegenstand seiner Karikaturen, die er jeweils aus Blöcken von vier Zeichnungen aufbaute. Der Stadt-Anzeiger veröffentlichte diese Zeichnungen bis zum Jahr 2000.
Mitte der 1950er Jahre gestaltete er 13 Fenster der barocken Kölner Klosterkirche St. Maria vom Frieden, wobei er Bezug auf die Schriften der Gründerin Isabella, geborene Charlotta de Urquíne nahm.  Auch gestaltete er Messgewänder und Messbücher als Auftragsarbeiten.
Später entwarf er im Auftrag des Festkomitees Kölner Karneval Wagen für den Kölner Rosenmontagszug und gestaltete die jährliche Kölschglas-Edition der Sparkasse KölnBonn. Er zeichnete regelmäßig Motive für Veröffentlichungen des Kölner Amtes für Presse- und Öffentlichkeitsarbeit sowie für Werbeartikel der Stadt Köln, darunter die Reihe „Kölner Heinzel.“
Schwalge war Träger des Bundesverdienstkreuzes erster Klasse und erhielt vom Festkomitee Kölner Karneval dessen Verdienstorden in Gold. Der achtfache Groß- und vierfache Urgroßvater war verheiratet und lebte zuletzt in Köln.

### Oskar, der freundliche Polizist

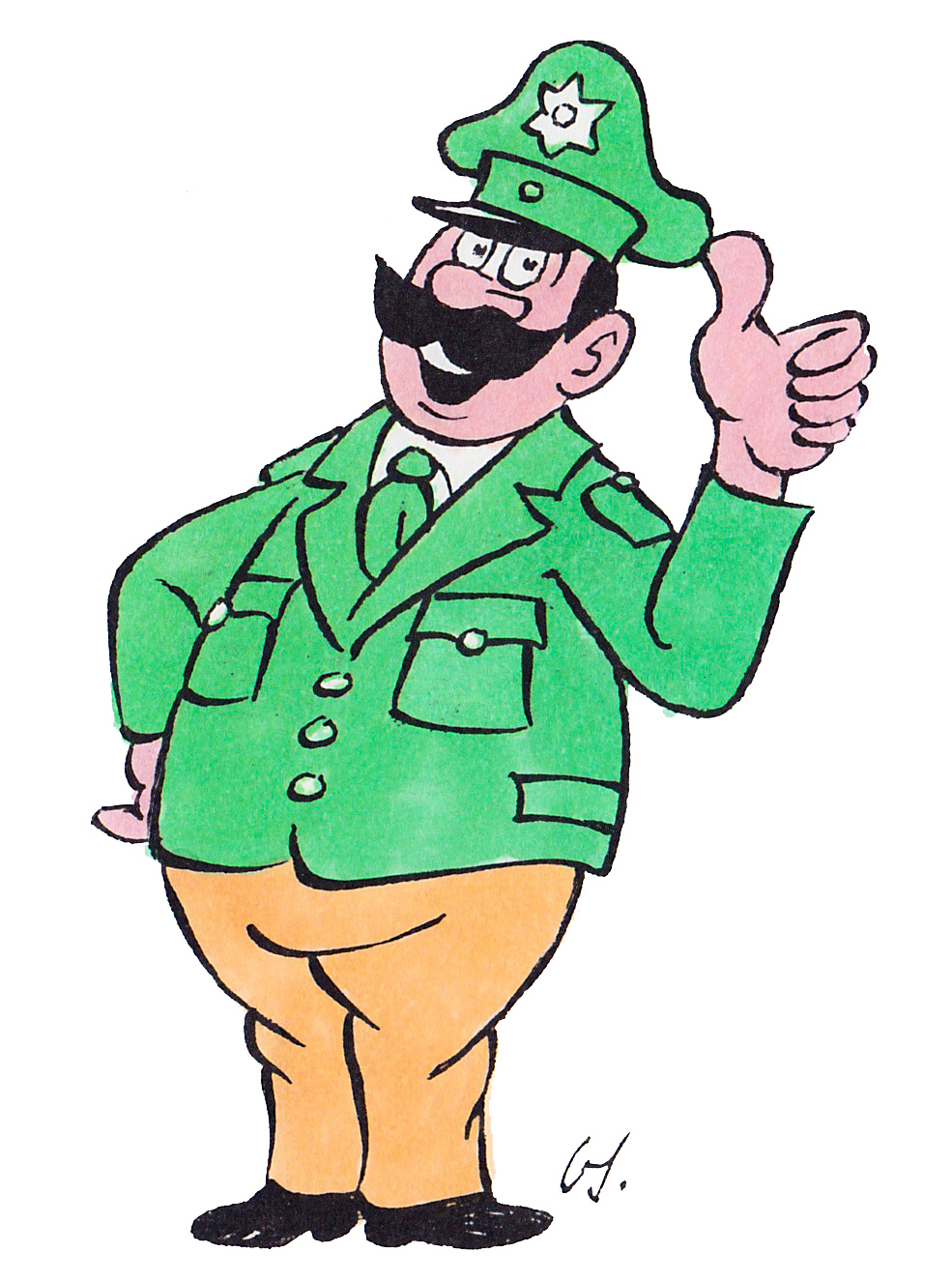
Oskar, der freundliche Polizist

Der etwas rundliche Polizeibeamte mit Schnauzbart und grüner Uniform erschien über 50 Jahre lang wöchentlich im Kölner Stadt-Anzeiger in Form einer kurzen Bildergeschichte für Kinder. Vorgestellt wurde die Figur am 28. August 1954, die erste Folge erschien am 4. September 1954. Ursprünglich wollte Schwalge einen athletischeren Typ für die Comicstrips erfinden. Bei einer Verkehrsunfallaufnahme im Jahr 1954 lernte er aber einen gemütlichen, humorvollen Schutzmann kennen, der ihm schließlich als Vorbild für den Helden seiner Geschichten diente. Schwalge grenzte diesen Polizisten bewusst von den drahtigen Polizisten seiner Jugendzeit ab, er wollte „das Bild des Polizisten mildern, ihn in anderen Tönen auf die Straße bringen“. Der Polizeibeamte selbst habe den Namen Oskar vorgeschlagen, den er fortan verwendete.
Die Strips kommen ohne Worte aus und zeigen den freundlichen, manchmal auch selbstironischen Polizisten Oskar, wie er polizeitypische Aufgaben mit Schläue und Glück löst, Bösewichter und Verkehrsrowdies zur Strecke bringt, mitunter aber auch an widrigen Umständen, Missverständnissen oder gewitzten Gegenübern scheitert. Die Bildergeschichten erschienen viele Jahre auf der Kinderseite der Samstagsausgabe des Kölner Stadt-Anzeigers. Später wurden sie in das seit 2006 beigelegte „Magazin“ der Samstagszeitung integriert.
Andere deutsche Zeitungen erwarben die Nachdruckrechte, es gab mehrere Oskar-Bücher und Oscar, the friendly policeman war auch für ein Englischbuch im Einsatz. Die deutsche Sektion der International Police Association wählte Oskar zum Maskottchen ihres Sozialfonds.
Am 1. Dezember 1993 wurde das neu eingesetztes Boot WSP 9 der Kölner Wasserschutzpolizei auf den Namen „Oskar“ nach der Figur des freundlichen Polizisten getauft.
Auf der Rubensstraße, in der Baulücke der ehemaligen Polizeiwache, in der Schwalge dem Vorbild Oskars begegnete, gibt es heute einen „Oskar-Spielplatz“.
Der letzte „Oskar“ erschien am 16. Juni 2012 auf der Kinderseite des Kölner Stadt-Anzeigers. In der Woche darauf starb Otto Schwalge, sein Erfinder und Zeichner. Von Dezember 2018 bis April 2019 widmete sich eine Ausstellung des Kölner Stadtarchivs dem „freundlichen Polizisten“ und seinem Zeichner Schwalge.

## Veröffentlichungen
- Oskar, der freundliche Polizist. 80 Bildgeschichten. Bachem, Köln 1996, ISBN 3-7616-1284-2
- Oskar, der freundliche Polizist. Krone, Leichlingen 1999, ISBN 3-933241-20-0
- Oskar, der freundliche Polizist (= Kölner Kalendarium 2019). Historisches Archiv der Stadt Köln, Köln 2018, ISBN 978-3-928907-35-4

### Illustrationen (Auswahl)
- Gerald Knabe: Schneller lernen. Econ, Düsseldorf/Wien 1978, ISBN 3-430-15491-X
- Dieter Smolka: Oscar, the friendly policeman. Ein Arbeitsbuch für das 1.–4. Unterrichtsjahr. Diesterweg, Frankfurt am Main u. a. 1981, ISBN 3-425-04126-6
- Ewald Fischer: Ein kleiner Mann. Verse zum Schmunzeln. Mit Zeichnungen von Otto Schwalge. Krone, Leichlingen 2004, ISBN 978-3-937485-08-9